# 卡斯特罗阿尔维斯
卡斯特罗阿尔维斯（葡萄牙語：Castro Alves）是巴西巴伊亚州的一个市镇。总面积762.981平方公里，总人口24030人，人口密度31.5人/平方公里。城市得名于诗人卡斯特罗·阿尔维斯。